# 2016年モナコグランプリ
2016年モナコグランプリは、2016年のF1世界選手権第6戦として、2016年5月29日にモンテカルロ市街地コースで開催された。

## レース前
本年より導入されたピレリのウルトラソフトタイヤが初めて採用された。
このレースから捨てバイザーのコース上への投げ捨てを禁止し、コクピットに捨てるようにする予定だったが、捨てバイザーが可燃性であるため危険であるという指摘があったため、以下の通り変更された。
- コース上に捨てることができるバイザーは2枚まで
- ピットストップの際に1枚捨てることができる

なお、このルールはモナコGPのみの適用となり、次戦カナダGP以降は再び話し合いが持たれることになった。

## 予選
2016年5月28日（土曜日）
ダニエル・リカルドがF1キャリア初のポールポジションを獲得。メルセデスの連続ポールポジション記録は11でストップした。
前戦スペインGPで最年少優勝を果たしたマックス・フェルスタッペンはQ1でクラッシュ。マシンのダメージが大きかったためシャシーの交換が必要となった。これにより決勝はピットレーンからのスタートとなった。

### 結果
| Pos.                | No. | ドライバー                 | コンストラクター                | Q1       | Q2       | Q3       | Grid  |
| ------------------- | --- | -------------------------- | ------------------------------- | -------- | -------- | -------- | ----- |
| 1                   | 3   | ダニエル・リカルド         | レッドブル-タグ・ホイヤー       | 1:14.912 | 1:14.357 | 1:13.622 | 1     |
| 2                   | 6   | ニコ・ロズベルグ           | メルセデス                      | 1:14.873 | 1:14.043 | 1:13.791 | 2     |
| 3                   | 44  | ルイス・ハミルトン         | メルセデス                      | 1:14.826 | 1:14.056 | 1:13.942 | 3     |
| 4                   | 5   | セバスチャン・ベッテル     | フェラーリ                      | 1:14.610 | 1:14.318 | 1:14.552 | 4     |
| 5                   | 27  | ニコ・ヒュルケンベルグ     | フォース・インディア-メルセデス | 1:15.333 | 1:14.989 | 1:14.726 | 5     |
| 6                   | 7   | キミ・ライコネン           | フェラーリ                      | 1:15.499 | 1:14.789 | 1:14.732 | 111   |
| 7                   | 55  | カルロス・サインツ         | トロ・ロッソ-フェラーリ         | 1:15.467 | 1:14.805 | 1:14.749 | 6     |
| 8                   | 11  | セルジオ・ペレス           | フォース・インディア-メルセデス | 1:15.328 | 1:14.937 | 1:14.902 | 7     |
| 9                   | 26  | ダニール・クビアト         | トロ・ロッソ-フェラーリ         | 1:15.384 | 1:14.794 | 1:15.273 | 8     |
| 10                  | 14  | フェルナンド・アロンソ     | マクラーレン-ホンダ             | 1:15.504 | 1:15.107 | 1:15.363 | 9     |
| 11                  | 77  | バルテリ・ボッタス         | ウィリアムズ-メルセデス         | 1:15.521 | 1:15.273 |          | 10    |
| 12                  | 21  | エステバン・グティエレス   | ハース-フェラーリ               | 1:15.592 | 1:15.293 |          | 12    |
| 13                  | 22  | ジェンソン・バトン         | マクラーレン-ホンダ             | 1:15.554 | 1:15.352 |          | 13    |
| 14                  | 19  | フェリペ・マッサ           | ウィリアムズ-メルセデス         | 1:15.710 | 1:15.385 |          | 14    |
| 15                  | 8   | ロマン・グロージャン       | ハース-フェラーリ               | 1:15.465 | 1:15.571 |          | 15    |
| 16                  | 20  | ケビン・マグヌッセン       | ルノー                          | 1:16.253 | 1:16.058 |          | 16    |
| 17                  | 9   | マーカス・エリクソン       | ザウバー-フェラーリ             | 1:16.299 |          |          | 17    |
| 18                  | 30  | ジョリオン・パーマー       | ルノー                          | 1:16.586 |          |          | 18    |
| 19                  | 88  | リオ・ハリアント           | MRT-メルセデス                  | 1:17.295 |          |          | 19    |
| 20                  | 94  | パスカル・ウェーレイン     | MRT-メルセデス                  | 1:17.452 |          |          | 20    |
| 107% time: 1:19.832 |     |                            |                                 |          |          |          |       |
| NC                  | 33  | マックス・フェルスタッペン | レッドブル-タグ・ホイヤー       | 1:22.467 |          |          | PL2 3 |
| NC                  | 12  | フェリペ・ナッセ           | ザウバー-フェラーリ             | no time  |          |          | PL2 4 |
| ソース              |     |                            |                                 |          |          |          |       |

追記
- ^1 - ライコネンは予選前にギアボックスを交換したため5グリッド降格[3]
- ^2 - フェルスタッペンとナッセは107%ルールに達しなかったが、スチュワードの判断により決勝進出が認められた
- ^3 - フェルスタッペンはQ1でのクラッシュによりサバイバルセルを交換したため、決勝はピットレーンからスタート[5]
- ^4 - ナッセはエンジンの冷却ダクトとパネルを交換し、サスペンションのセットアップを変更したため、決勝はピットレーンからスタート[5]

## 決勝
2016年5月29日（日曜日）
雨のため、セーフティカー先導によるスタートとなった。セーフティカーは7周目に去り、ポールポジションのダニエル・リカルドは2位ニコ・ロズベルグがブレーキの温度管理に苦しみペースが上がらなかったこともあり差を広げていく。メルセデスは16周目にルイス・ハミルトンを前に出すようにロズベルグへ指示し、ハミルトンが2位に浮上した。路面が乾き始めた23周目にリカルドはタイヤをインターミディエイトに交換、これでハミルトンがトップに立った。ハミルトンは31周目にウエットからインターミディエイトを挟まずウルトラソフトに交換、翌周にはリカルドもスーパーソフトに交換したが、レッドブルのピットクルーがソフトタイヤと勘違いしたためタイヤ交換に時間を要することになった。リカルドはハミルトンの後ろでコースに復帰し、以後はリカルドがハミルトンを追走する状況のままフィニッシュ、ハミルトンが今シーズン初勝利を挙げた。ハミルトンにとって8年ぶりのモナコGP優勝であり、メルセデス移籍後は初めてとなる。メルセデスはF1通算50勝目。ロズベルグは最後までペースが上がらないまま7位で終わり、アイルトン・セナ以来となるモナコGP4連覇を逃した。セルジオ・ペレスはタイヤ交換の戦略が功を奏し3位表彰台を獲得した。マクラーレンはフェルナンド・アロンソが5位（ホンダ復帰後最高位タイ）、ジェンソン・バトンが9位に入り今シーズン2度目のダブル入賞。
ピットミスで優勝を逃したリカルドに笑顔は一切なかった。前年もトップを走っていたハミルトンが誤ったタイミングでピットに呼び出されたことで優勝を逃しており、この年もピットによって明暗を分ける結果となった。

### 結果
| Pos.   | No. | ドライバー                 | コンストラクター                | 周回数 | タイム/リタイア | Grid | Pts. |
| ------ | --- | -------------------------- | ------------------------------- | ------ | --------------- | ---- | ---- |
| 1      | 44  | ルイス・ハミルトン         | メルセデス                      | 78     | 1:59:29.133     | 2    | 25   |
| 2      | 3   | ダニエル・リカルド         | レッドブル-タグ・ホイヤー       | 78     | +7.252          | 1    | 18   |
| 3      | 11  | セルジオ・ペレス           | フォース・インディア-メルセデス | 78     | +13.825         | 7    | 15   |
| 4      | 5   | セバスチャン・ベッテル     | フェラーリ                      | 78     | +15.846         | 4    | 12   |
| 5      | 14  | フェルナンド・アロンソ     | マクラーレン-ホンダ             | 78     | +1:25.076       | 9    | 10   |
| 6      | 27  | ニコ・ヒュルケンベルグ     | フォース・インディア-メルセデス | 78     | +1:32.999       | 5    | 8    |
| 7      | 6   | ニコ・ロズベルグ           | メルセデス                      | 78     | +1:33.290       | 2    | 6    |
| 8      | 55  | カルロス・サインツ         | トロ・ロッソ-フェラーリ         | 77     | +1 Lap          | 6    | 4    |
| 9      | 22  | ジェンソン・バトン         | マクラーレン-ホンダ             | 77     | +1 Lap          | 13   | 2    |
| 10     | 19  | フェリペ・マッサ           | ウィリアムズ-メルセデス         | 77     | +1 Lap          | 14   | 1    |
| 11     | 21  | エステバン・グティエレス   | ハース-フェラーリ               | 77     | +1 Lap          | 12   |      |
| 121    | 77  | バルテリ・ボッタス         | ウィリアムズ-メルセデス         | 77     | +1 Lap          | 10   |      |
| 13     | 8   | ロマン・グロージャン       | ハース-フェラーリ               | 76     | +2 Laps         | 15   |      |
| 142    | 94  | パスカル・ウェーレイン     | MRT-メルセデス                  | 76     | +2 Laps         | 20   |      |
| 15     | 88  | リオ・ハリアント           | MRT-メルセデス                  | 74     | +4 Laps         | 19   |      |
| Ret3   | 9   | マーカス・エリクソン       | ザウバー-フェラーリ             | 56     | 接触            | 17   |      |
| Ret    | 12  | フェリペ・ナッセ           | ザウバー-フェラーリ             | 54     | 接触            | PL   |      |
| Ret    | 33  | マックス・フェルスタッペン | レッドブル-タグ・ホイヤー       | 38     | アクシデント    | PL   |      |
| Ret    | 20  | ケビン・マグヌッセン       | ルノー                          | 36     | アクシデント    | 16   |      |
| Ret4   | 26  | ダニール・クビアト         | トロ・ロッソ-フェラーリ         | 24     | 接触            | 8    |      |
| Ret    | 7   | キミ・ライコネン           | フェラーリ                      | 15     | アクシデント    | 11   |      |
| Ret    | 30  | ジョリオン・パーマー       | ルノー                          | 12     | アクシデント    | 18   |      |
| ソース |     |                            |                                 |        |                 |      |      |

ファステストラップ
- ルイス・ハミルトン（メルセデス） 1:17.939（71周目）

ラップリーダー
- ダニエル・リカルド（Lap 1-22, 31-32）
- ルイス・ハミルトン（Lap 23-30, 33-78）

追記
- ^1 - ボッタスはグティエレスとの接触事故を起こしたため、レース終了後に10秒加算ペナルティとペナルティポイント2点が科された[9]。このペナルティにより11位から12位に降格[10]
- ^2 - ウェーレインはブルーフラッグ無視とバーチャルセーフティカー発令中の速度違反により、レース後にそれぞれ10秒加算ペナルティとペナルティポイント2点（合計20秒加算とペナルティポイント4点）が科された[11][12]
- ^3 - エリクソンはナッセとの接触事故を起こしたため、次戦カナダGPの3グリッド降格とペナルティポイント2点が科された[13]
- ^4 - クビアトはマグヌッセンと2回接触し「本来はなかったオーバーテイクスペースを作りだした」とされ、次戦カナダGPの3グリッド降格とペナルティポイント2点が科された[14]

## 第6戦終了時点のランキング
|   | 順位 | ドライバー             | ポイント |
|   | 1    | ニコ・ロズベルグ       | 106      |
| 1 | 2    | ルイス・ハミルトン     | 82       |
| 2 | 3    | ダニエル・リカルド     | 66       |
| 2 | 4    | キミ・ライコネン       | 61       |
| 1 | 5    | セバスチャン・ベッテル | 60       |

|   | 順位 | コンストラクター                | ポイント |
|   | 1    | メルセデス                      | 188      |
|   | 2    | フェラーリ                      | 121      |
|   | 3    | レッドブル-タグ・ホイヤー       | 112      |
|   | 4    | ウィリアムズ-メルセデス         | 66       |
| 2 | 5    | フォース・インディア-メルセデス | 37       |

- 注：ドライバー、コンストラクター共にトップ5のみ表示。